# 白木峰
白木峰（しらきみね）は、富山県富山市と岐阜県飛騨市の県境に位置する標高1,596mの山である。山頂に広大な草原及び高層湿原と様々な高山植物が見られるのが特徴。白木水無県立自然公園の中心の山。日本三百名山、ぎふ百山に選ばれている。

## 特徴
山頂はニッコウキスゲなどの高山植物が多く自生する草原である。毎年7月10日前後にはニッコウキスゲ大群落が一斉に花を咲かせる。周囲に金剛堂山以外に遮る物がなく、両白山地や飛騨高地、立山連峰などの各山々の展望に優れる。
白木峰にはいくつもの池塘があるが、その中で最大の池には浮島が存在する。小白木峰南部にも比較的大きな池塘がある。
白木峰の山名の由来は山の中腹に細々とした、幹の白いブナ疎林が広がっていたことによるとされる。
かつては山頂近くにNTT無線通信用の巨大アンテナがあったが、現在は役目を終えて撤去され、跡地の草原回復工事が成されている
花盛りの6月〜7月には山道に多くの人で賑わう。また、秋には草紅葉やナナカマドも美しい。
稜線南部には小白木峰というピークがあり、その山名通り白木峰と比べて小さめの山頂草原が見られる。
白木峰の、大長谷川を挟んで西側にある金剛堂山は富山藩側では「西白木峰」と呼ばれていた。

## 地質
白木峰の地層は全域が古生代以前の飛騨変成岩類からなる。山頂付近は主として石灰岩と石英長石質岩より構成されるが、周囲に比べて地層中の石灰岩の割合が高いのが特徴である。石英長石質岩は，主に石英、斜長石、カリ長石、斜長石、及び黒雲母よりなる。石灰岩は、解石よりなる晶質石灰岩で，しばしば鱗片状の黒鉛が含まれる。また、層状のドロマイト質部分が含まれ、その中にはフォルステライト・斜ヒューム石・蛇紋石・透角 閃石・金雲母などがある。中腹では飛騨片麻岩や花崗岩質ミロナイトが見られる。

## 自然
白木峰は、稜線部に隆起準平原と言われる広い平坦地が存在する。また、白木峰は亜高山帯にもかかわらず山頂部に高木が生えず草原が広がるが、これは強い季節風の影響による風衝草原と考えられている。

### 生態
池塘にはクロサンショウウオやイモリ、モリアオガエルなどが生息し、ワタスゲなどが生えている。
草原にはゼンテイカやイワウチワ、イワカガミ、ウラジロヨウラク、ササユリ、ギボシアザミ、コバイケイソウ、ニッコウキスゲなどが自生し、チングルマやヒメシャクナゲの小群落も見られる。笹薮にはシャクナゲ、ナナカマド、ツゲなどが自生する。
山頂付近の植生は餓鬼田(高層湿原の池塘)の存在など立山の弥陀ヶ原によく似ている。しかし白木峰ではオオシラビソが見られず、代わりにキャラボクが自生する。

## 登山
富山県側からは山頂近くの標高1,300m付近まで車道が伸びており、山頂直下には白木峰山荘という避難小屋がある。山頂付近は広々とした草原地帯で、池塘が点在し展望は良い。車道終点からは約40分ほどで山頂に立てる。他のルートとしては国道472号沿いにある発電所から登るルートや、岐阜県側の万波高原から小白木峰（標高1436.7m）を経て登るコースなどもあるが、あまり歩かれていない。
山頂草原の遊歩道は全て木道で、1974年の白木水無県立自然公園の指定後に整備されたものである。

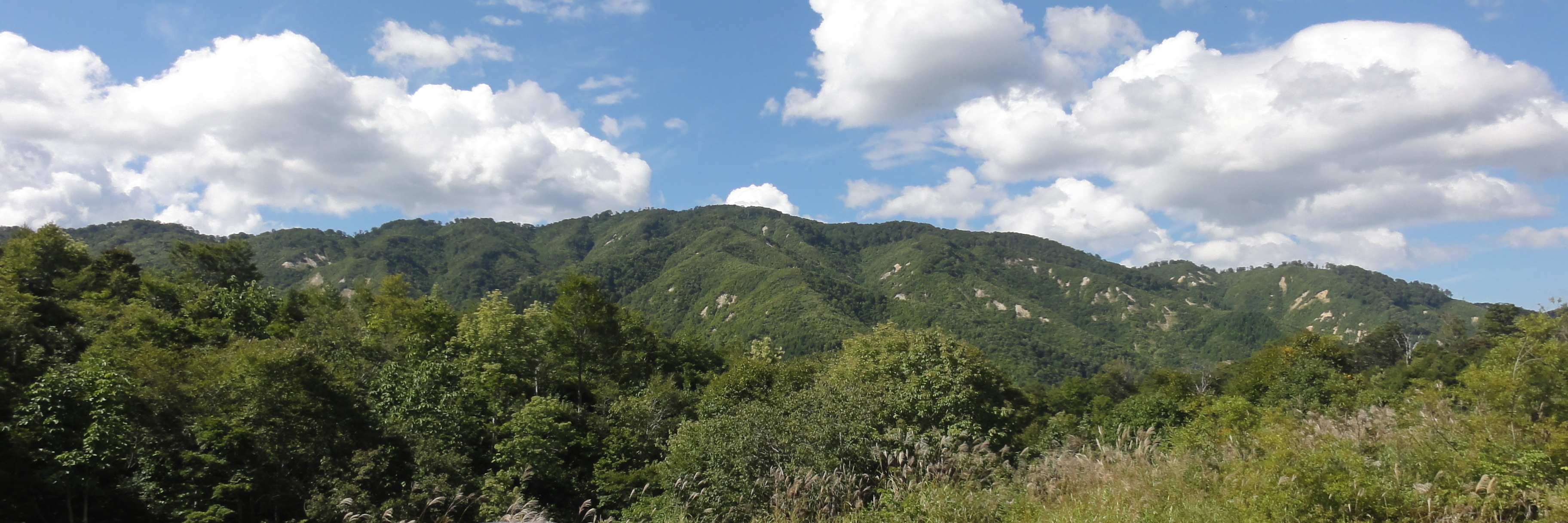
南西から
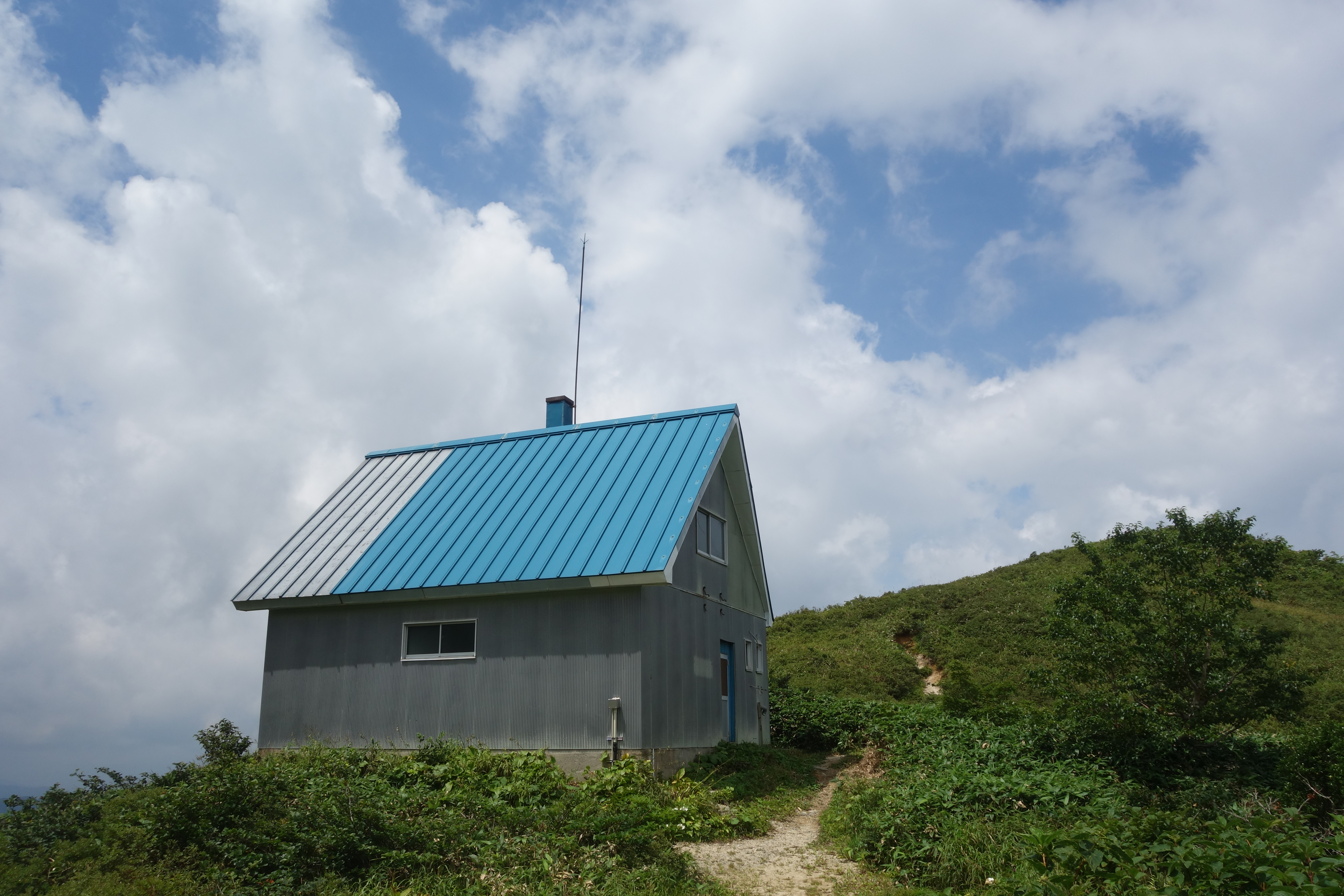
白木峰山荘（避難小屋）
浮島の池
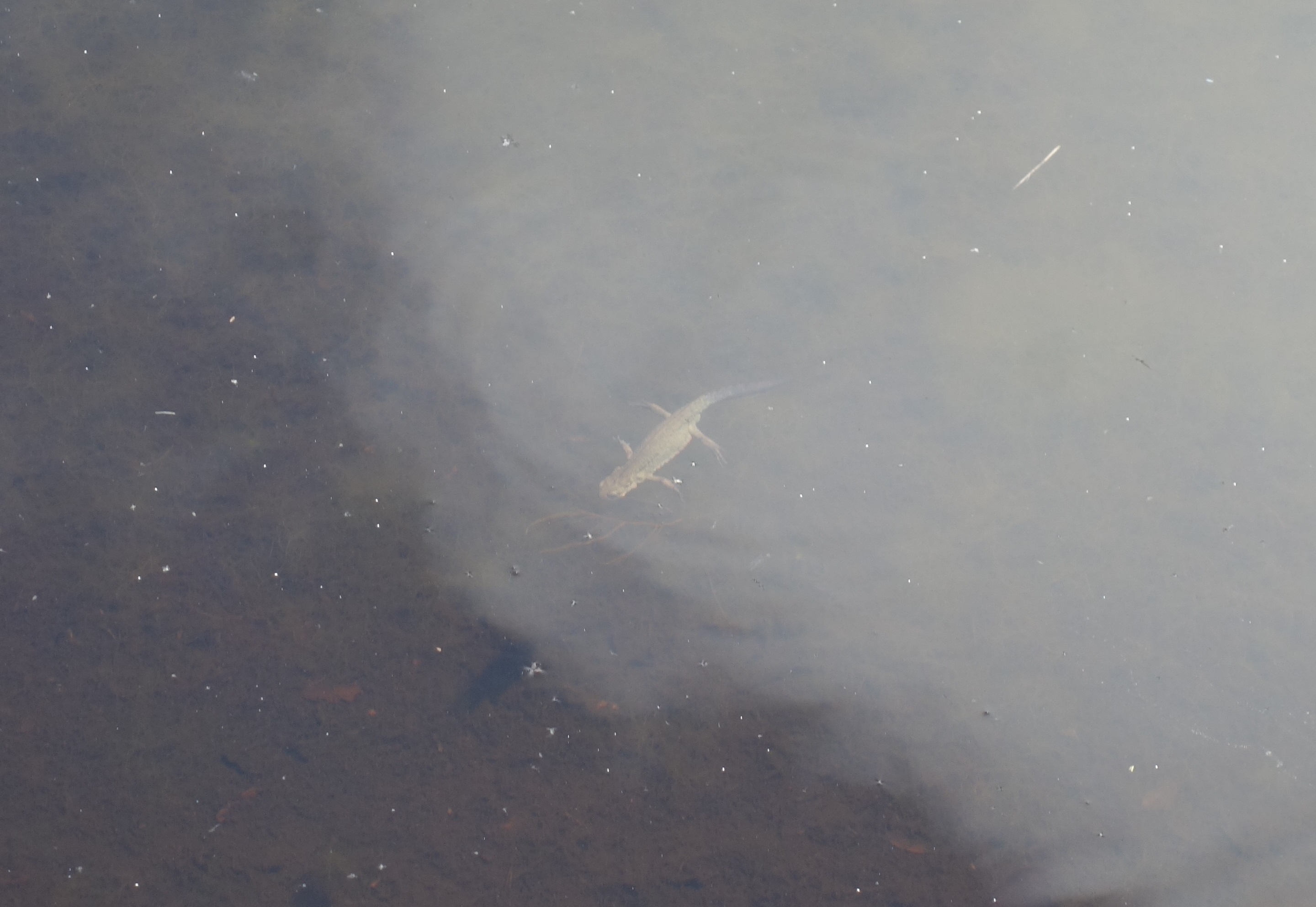
浮島の池に生息するクロサンショウウオ
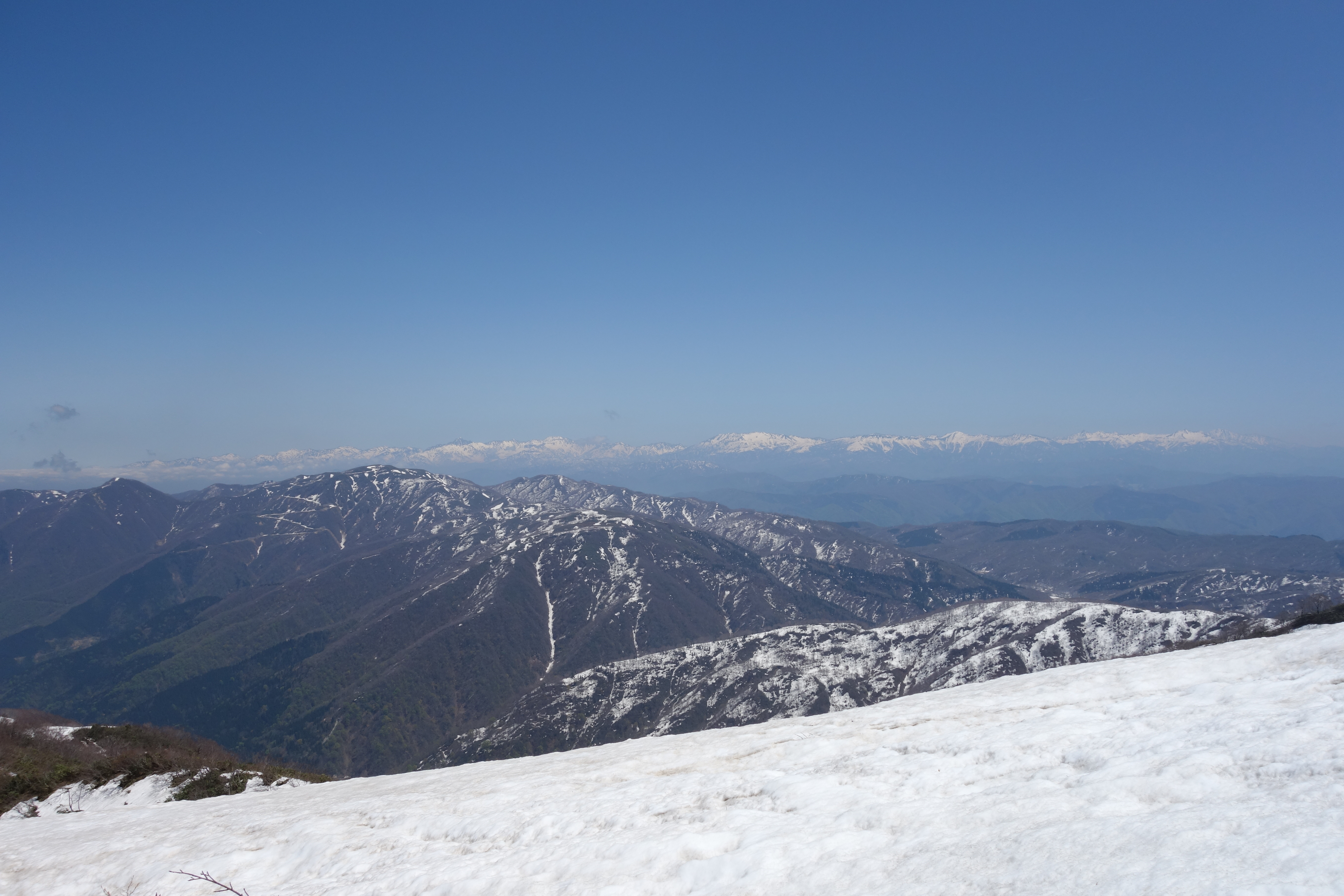
金剛堂山からの白木峰

## 地理

### 周辺の主な山
- 仁王山
- 小白木峰
- 金剛堂山

### 源流の河川
- 久婦須川（万波川）-神通川水系

## 施設
- 大長谷温泉
- 白木峰山荘